# Ikarus 180

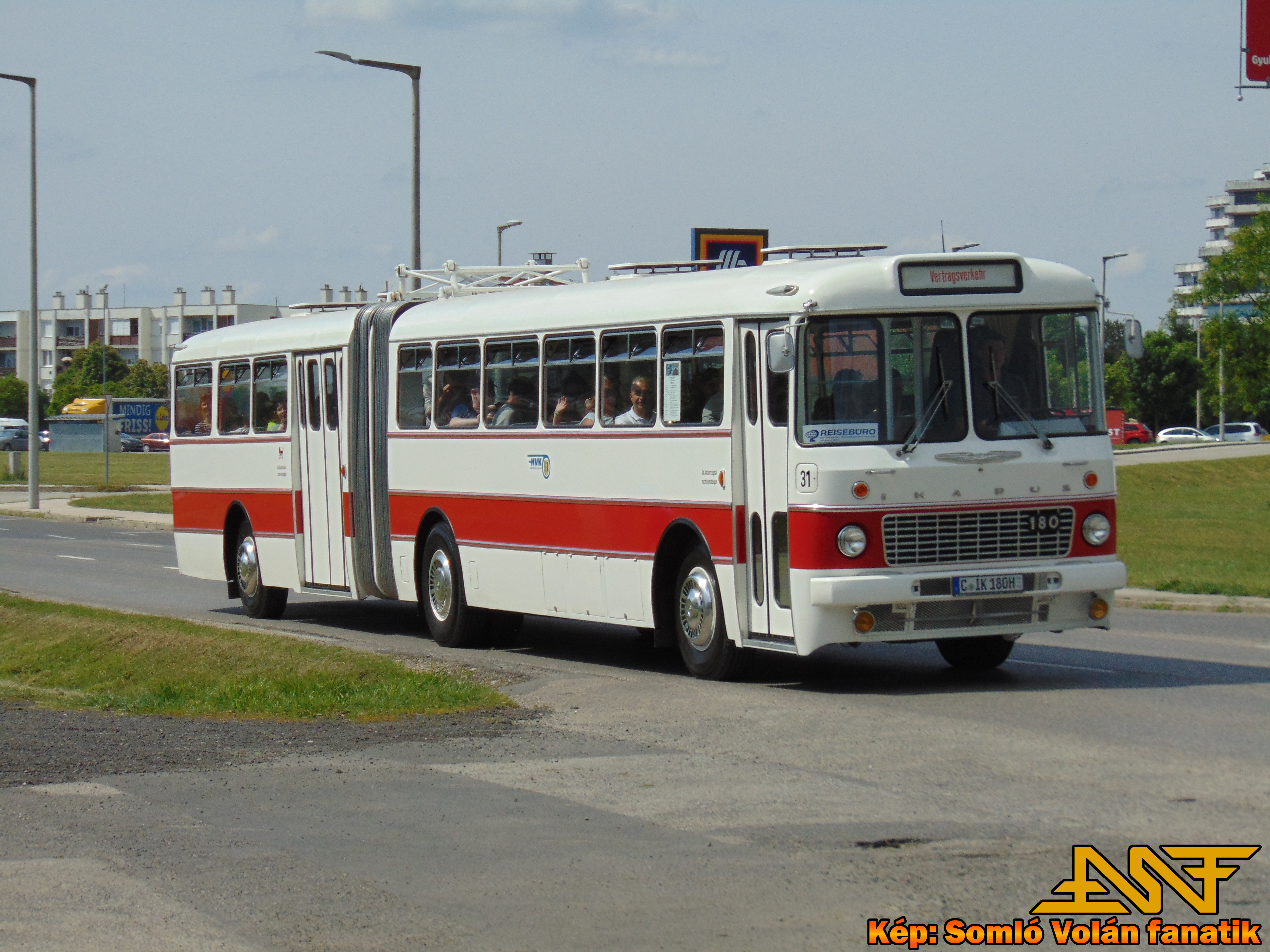
Ikarus 180.22 (C-IK 180H)

Az Ikarus 180 az Ikarus Karosszéria- és Járműgyár első sorozatban gyártott elővárosi-városi csuklós busza. Szóló változatai az 556-os és 557-es típusok. Az első példány (a prototípus) 1961-ben jelent meg, a jármű később a FAÜ, majd a pécsi MÁVAUT tulajdonába került, végül ebből lett a Hotelbusz (GA-79-65). Az autóbusz 1966-tól 1973-ig volt gyártásban. Összesen 7802 db busz készült a szériában, ebből 520 darab hazai célokra, melyből 416 a fővárosnak. Az utolsó hazai 180-ast a BKV 1980-ban vonta ki a forgalomból.

## Története
A nyugatnémet Henschel HS 160 USL típus mintájára 1958-ban indult a fejlesztés K-180 kód alatt. Az autóbusz formatervezője Finta László (a későbbi Ikarus 200-as család tervezője), a műszaki tervező Schmiedt Kázmér volt. A korszerűtlen alvázas, orrmotoros trambusz (Ikarus 620/630) helyett különleges, létrás fenékvázat találtak ki, kombinált lap- és légrugózással, padló alatti fekvőmotorral.
A buszt 1961-ben mutatták be (motor nélkül) a városligeti Budapesti Helyiipari Vásáron, 180 ember befogadására volt képes – innen ered a típus jelzése. Festése az ablakok felett fehér, alatta piros, a fényszórók és a hűtőmaszk magasságában, körben fekete sávval díszített volt. Újdonság volt a buszban a szervokormány és az erőforrás padló alatti elhelyezése.
A nullszéria 1963-ban készült el – még Csepel motorral –, majd a következő évben a FAÜ vette őket állományba GA-85-10 – GA-85-19 rendszámmal. 10 darab busz először az 5-ös, majd a 12-es busz vonalán állt forgalomba. A jelentkező problémák miatt (kipukkant légrugó, kiszakadt vagy lógó hátsó ajtó) a későbbi években kisebb darabszámban szerezték be őket. A hibák kijavításával kiforrottabbá vált a típus. Nagyobb változás volt 1968-ban a Csepel motort felváltó Rába-MAN D.2156 HM 6U motor.
A busz gyártását 1973-ban állították le, ezzel párhuzamosan kezdődött a 200-as család (köztük a 180-ast felváltó 280-as) sorozatgyártása. Az utolsó magyarországi Ikarus 180-ast a BKV 1980. január 20-án törölte az állományból.
Jelenleg a BKV nosztalgiaflottáját egy darab Ikarus 180-as erősíti, LZZ-330-as forgalmi rendszámmal.

## Altípusok
| Altípus jelzése      | Jellemzője                                                                                       |
| -------------------- | ------------------------------------------------------------------------------------------------ |
| 180.10 180.12 180.32 | 36 ülőhellyel + 150 állóhellyel rendelkezett.                                                    |
| 180.22               | 60 ülőhellyel rendelkezett.                                                                      |
| 180.70               | A többi példánytól eltérően JÁFI P1-619.00 típusú közvetlen befecskendezésű dízelmotor hajtotta. |